# Julio Mayora
Julio Mayora (født 2. september 1996 ) er en venezuelansk vægtløfter.
Han repræsenterede Venezuela under sommer-OL 2020 i Tokyo, hvor han vandt sølv i 73 kg.